# Société géologique de France
Pour les articles homonymes, voir SGF.

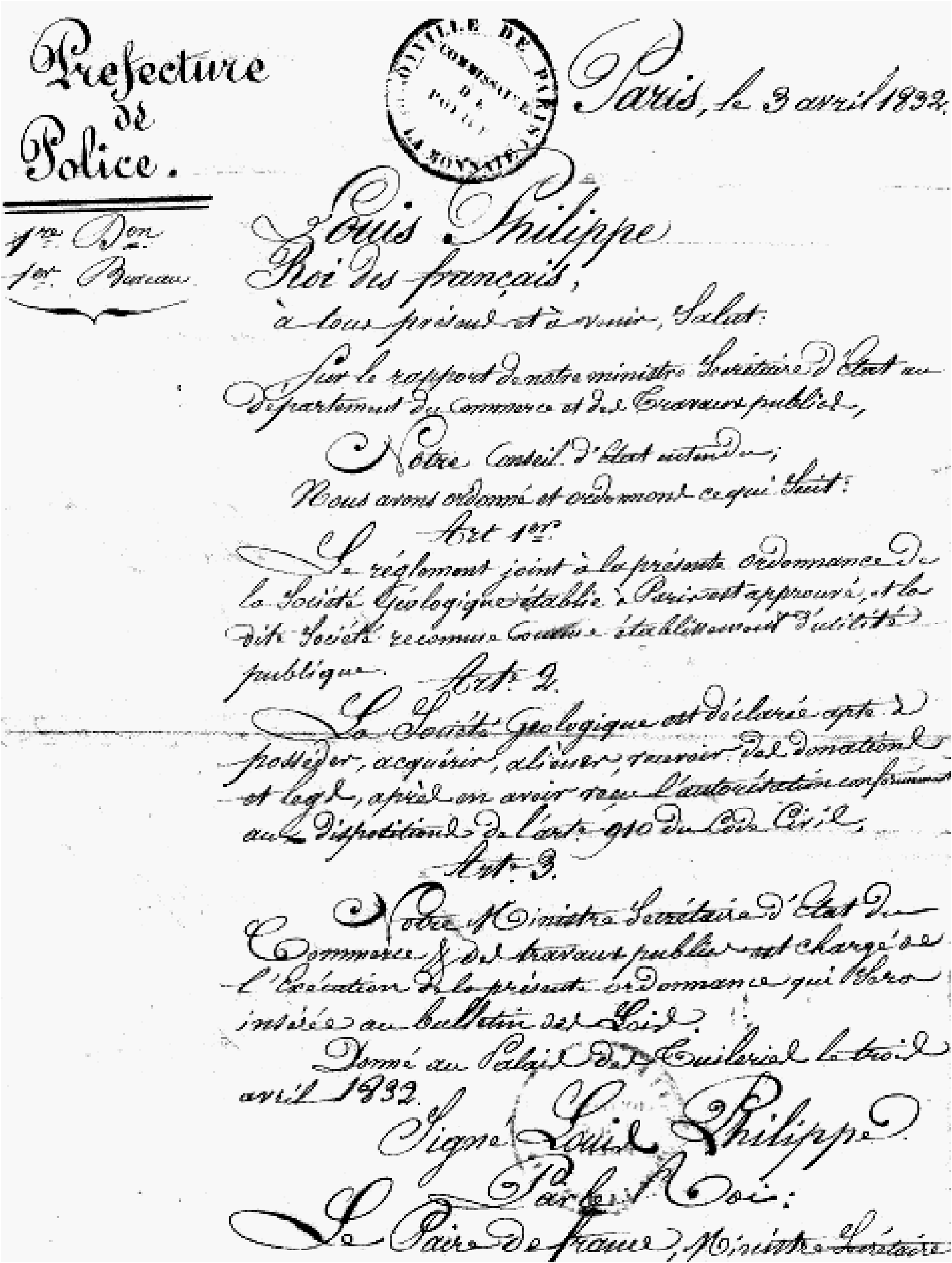
Ordonnance royale de Louis-Philippe Ier décrétant la SGF comme société d'utilité publique.

La Société géologique de France (SGF) est une société savante fondée le 17 mars 1830 ; en 2016, elle compte 1 600 membres. La SGF est reconnue d'utilité publique le 3 avril 1832.
Depuis juillet 2024, la Société géologique de France est présidée par Laurent Jolivet.

## La société savante
Lors de sa création, ses statuts indiquent que son but est de « Concourir à l'avancement des Sciences de la Terre et des Planètes, tant en lui-même que dans ses rapports avec l'industrie, l'agriculture, l'environnement et l'éducation ». À cette époque, la géologie est principalement entreprise en France sous l'égide du Corps des Mines et de l'Académie des sciences. En août 1830, la société est présentée au nouveau roi arrivé sur le trône après la révolution de Juillet. Constant Prévost dans cette présentation met l'accent sur la liberté d'action et de pensée des membres de la société « Sire, pour devenir florissantes, les sciences ont besoin de liberté ». Cette liberté recherchée ne l'est pas vis-à-vis du pouvoir politique mais des autres institutions scientifiques, en particulier de l'Académie des sciences et de son secrétaire général Georges Cuvier, les vues par trop fixistes de Cuvier empêchent le développement et l'étude des idées de Lamarck.
Les membres de la SGF ne sont pourtant pas tous des lamarckiens, la diversité de point de vue y est acceptée et des personnalités diverses s'y impliquent, par exemple Alcide d'Orbigny, catastrophiste convaincu, est élu président pour l'année 1843. Le premier bureau est composé de Louis Cordier, André Brochant de Villiers, Alexandre Brongniart, Armand Dufrénoy, Léonce Élie de Beaumont et Henri-Marie Ducrotay de Blainville. La société se fait connaître rapidement à l'étranger. En 1850, 36 % de ses membres (186 sur 513) ne sont pas français. Des savants reconnus, tels Charles Darwin, Charles Lyell, Roderick Murchison, Jules Marcou ou encore le géologue allemand Leopold von Buch, en sont membres.

## La Société géologique aujourd'hui
Dans sa forme actuelle, la Société géologique de France résulte de la fusion de trois entités : la Société géologique de France originelle (société savante), l'Union française des Géologues (union professionnelle) et le Comité national français de géologie. Le 4 novembre 2011, une décision du Conseil d'État rend effective cette fusion.
En 2019, le 22 avril, Jour de la Terre, la SGF organise la Journée nationale de la géologie (JNG). Depuis 2020, ces journées sont organisées sur plusieurs jours chaque année.

## Publications
Dès sa création, la SGF publie le Bulletin de la société géologique de France et de 1833 à 1912 les Mémoires de la société géologique de France.
De 1890 à 1923, la paléontologie est publiée séparément dans les Mémoires de la société géologique de France / Paléontologie, pour être à partir de cette date groupée à nouveau dans Les mémoires. Les comptes rendus des séances sont d'abord publiés dans le Bulletin puis à partir de 1910 dans le Comptes rendus des séances renommé de 1912 à 1972 Compte rendu sommaire des séances de la société géologique de France  puis de 1972 à 1997 Bulletin de la Société Géologique de France. Compte rendu sommaire des séances de la société géologique de France. Le Bulletin est encore de nos jours une des principales publications internationales à comité de lecture dans le domaine de la géologie. La SGF édite également deux autres revues trimestrielles : Géochronique et Géologues.

## Liste des présidents

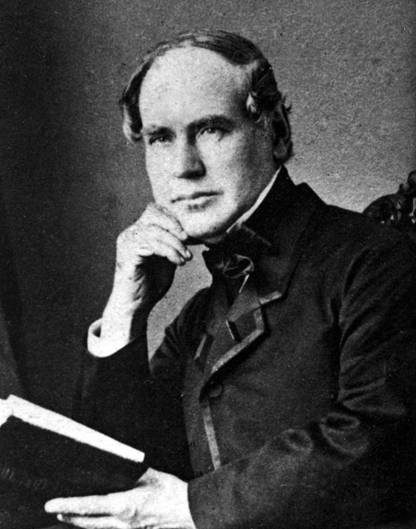
Édouard de Verneuil, trois fois président de la S.G.F.

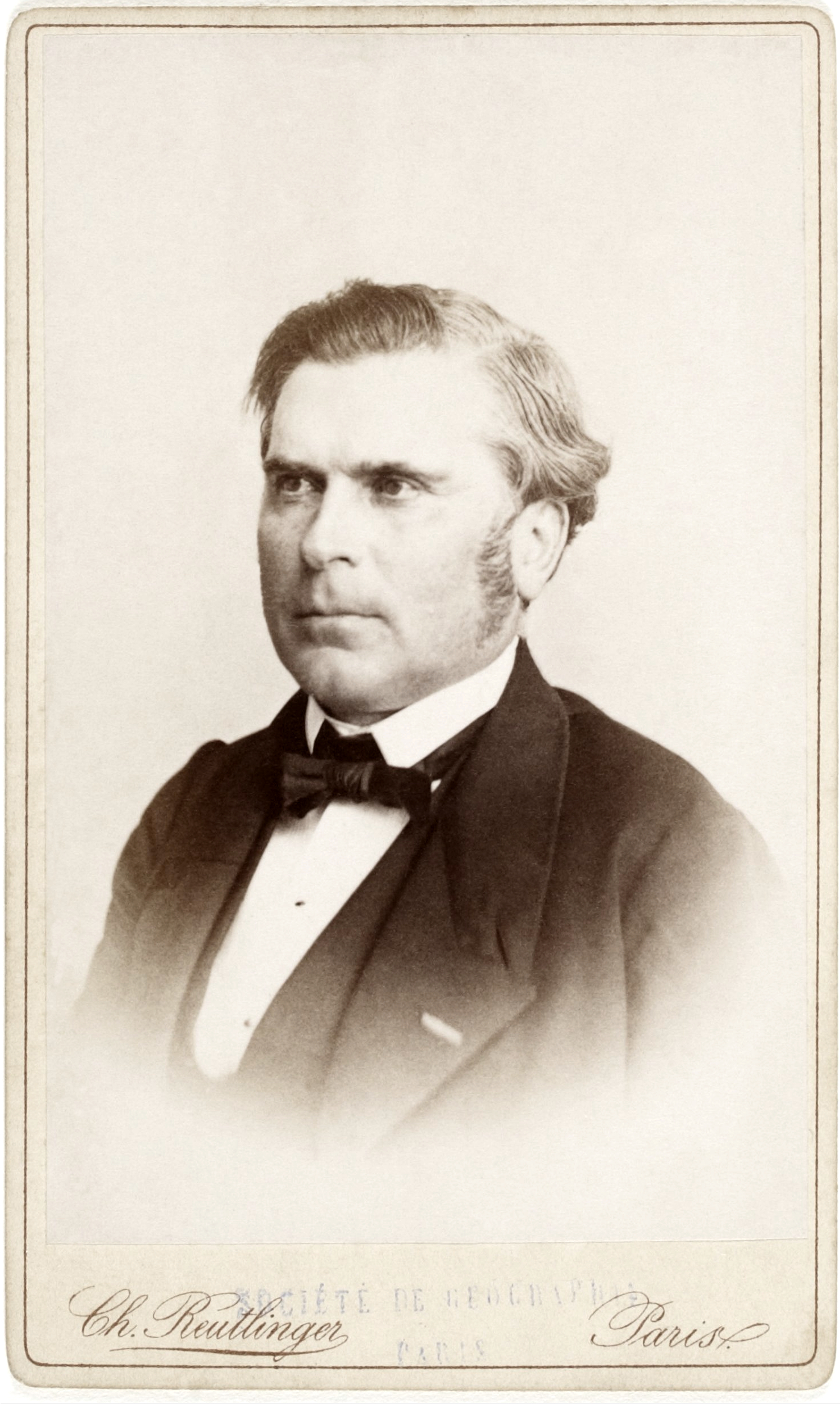
Edmond Hébert, trois fois président de la S.G.F.

Depuis la création de la SGF en 1830, les personnalités suivantes ont présidé cette association, :
- 1830 : Ami Boué
- 1830-1831 : Louis Cordier
- 1832 : Alexandre Brongniart
- 1833 : Auguste-Henri de Bonnard
- 1834 : Constant Prévost
- 1835 : Ami Boué
- 1836 : Léonce Élie de Beaumont
- 1837 : Armand Dufrénoy
- 1838 : Louis Cordier
- 1839 : Constant Prévost
- 1840 : Alexandre Brongniart
- 1841 : Antoine Passy
- 1842 : Louis Cordier
- 1843 : Alcide d'Orbigny
- 1844 : Adolphe d'Archiac
- 1845 : Léonce Élie de Beaumont
- 1846 : Édouard de Verneuil
- 1847 : Armand Dufrénoy
- 1848 : Jean-Louis Hardouin Michelin de Choisy
- 1849 : Adolphe d'Archiac
- 1850 : Léonce Élie de Beaumont
- 1851 : Constant Prévost
- 1852 : Jean-Baptiste d'Omalius d'Halloy
- 1853 : Édouard de Verneuil
- 1854 : Adolphe d'Archiac
- 1855 : Léonce Élie de Beaumont
- 1856 : Gérard Paul Deshayes
- 1857 : Alexis Damour
- 1858 : Auguste Viquesnel
- 1859 : Edmond Hébert
- 1860 : Jules Levallois
- 1861 : Charles Sainte-Claire Deville
- 1862 : Achille Delesse
- 1863 : Albert Gaudry
- 1864 : Gabriel Auguste Daubrée
- 1865 : Emmanuel-Louis Gruner
- 1866 : Édouard Lartet
- 1867 : Édouard de Verneuil
- 1868 : Eugène Belgrand
- 1869 : Édouard de Billy
- 1870-1871 : Paul Gervais
- 1872 : Edmond Hébert
- 1873 : Jérôme-Joseph de Roys
- 1874 : Gustave Cotteau
- 1875 : Édouard Jannettaz
- 1876 : Edmond Pellat
- 1877 : Jacques-Raoul Tournouër
- 1878 : Albert Gaudry
- 1879 : Gabriel Auguste Daubrée
- 1880 : Albert-Auguste Cochon de Lapparent
- 1881 : Paul Henri Fischer
- 1882 : Henri Douvillé
- 1883 : Charles Lory
- 1884 : Alphonse Parran
- 1885 : François Ernest Mallard
- 1886 : Gustave Cotteau
- 1887 : Albert Gaudry
- 1888 : Charles Schlumberger
- 1889 : Edmond Hébert
- 1890 : Marcel Alexandre Bertrand
- 1891 : Ernest Munier-Chalmas
- 1892 : Auguste Michel-Lévy
- 1893 : Charles René Zeiller
- 1894 : Jules Gosselet
- 1895 : Oscar Linder
- 1896 : Gustave-Frédéric Dollfus
- 1897 : Charles Barrois
- 1898 : Pierre-Joseph-Jules Bergeron
- 1899 : Emmanuel de Margerie
- 1900 : Albert-Auguste Cochon de Lapparent
- 1901 : Léon Carez
- 1902 : Émile Haug
- 1903 : Marcellin Boule
- 1904 : Pierre Termier
- 1905 : Alphonse Péron
- 1906 : Alphonse Boistel
- 1907 : Lucien Cayeux
- 1908 : Henri Douvillé
- 1909 : Léon Janet
- 1910 : Alfred Lacroix
- 1911 : Daniel Œhlert
- 1912 : Louis Gentil
- 1913 : Stanislas Meunier
- 1914 : Armand Thévenin
- 1915 : Maurice Cossmann
- 1916 : Gustave-Frédéric Dollfus
- 1917 : Émile Jourdy
- 1918 : Léon Bertrand
- 1919 : Emmanuel de Margerie
- 1920 : Pierre Termier
- 1921 : Philippe Zürcher
- 1922 : Alfred Lacroix
- 1923 : Paul Lemoine
- 1924 : Frédéric Delafond
- 1925 : Georges Mouret
- 1926 : Pierre Teilhard de Chardin
- 1927 : Jules Lambert
- 1928 : Léonce Joleaud
- 1929 : Pierre Termier
- 1930 : Alfred Lacroix
- 1931 : Charles Jacob
- 1932 : Antonin Lanquine
- 1933 : Léon Lutaud
- 1934 : Albert Michel-Lévy
- 1935 : Lucien Cayeux
- 1936 : Paul Lemoine
- 1937 : Fernand Blondel
- 1938 : Jean Piveteau
- 1939 : Eugène Raguin
- 1940-1941 : Lucien Morellet
- 1942 : Louis Barrabé
- 1943 : Jacques Bourcart
- 1944 : Pierre Lamare
- 1945 : Paul Fallot
- 1946 : André Demay
- 1947 : René Abrard
- 1948 : Pierre Pruvost
- 1949 : Georges Lecointre
- 1950 : Camille Arambourg
- 1951 : Jean Goguel
- 1952 : Louis Barrabé
- 1953 : Jean Jung
- 1954 : Bernard Gèze
- 1955 : Louis Dangeard
- 1956 : Jean Cuvillier
- 1957 : Edmond Friedel
- 1958 : Louis Glangeaud
- 1959 : Gérard Waterlot
- 1960 : Albert-Félix de Lapparent
- 1961 : Raymond Furon
- 1962 : Maurice Roques
- 1963 : Pierre Pruvost
- 1964 : Pierre Routhier
- 1965 : Reynold Barbier
- 1966 : Marcel Roubault
- 1967 : Jean Marçais
- 1968 : Robert Laffitte
- 1969 : Raymond Ciry
- 1970 : Henriette Alimen
- 1971 : Jacques Flandrin
- 1972 : François Ellenberger
- 1973 : Georges Millot
- 1974 : Jean Ricour
- 1975 : Michel Durand-Delga
- 1976 : Jean Aubouin
- 1977 : Maurice Mattauer
- 1978 : Jean-Pierre Lehman
- 1979 : Pierre Rat
- 1980 : Alain Perrodon
- 1981 : Louis David
- 1982 : Charles Pomerol
- 1983 : Jacques Debelmas
- 1984-1985 : Jean Dercourt
- 1986 : Pierre Chauve
- 1987-1988 : Claude Sallé
- 1989-1990 : Jean Didier
- 1991 : Claude Babin
- 1992 : Jean-Louis Le Mouël (en)
- 1993-1994 : Ramon Vila Capdevila
- 1995-1996 : Gilbert Boillot
- 1997-1998 : Jacques Kornprobst
- 1999-2000 : Michel Steinberg
- 2001-2002 : Mireille Polvé
- 2003-2004 : Patrick De Wever
- 2005-2006 : Jean-Pierre Brun
- 2007-2008 : Christian Ravenne
- 2009-2010 : André Schaaf
- 2011-2014 : Isabelle Cojan
- 2014-2016 : Jean-Jacques Jarrige
- 2016-2020 : Sylvain Charbonnier
- 2020-2022 : François Baudin
- 2022-2024 : Jérémie Melleton
- 2024-.... : Laurent Jolivet